# Mayak (Curugbitung)
Mayak is een bestuurslaag in het regentschap Lebak van de provincie Banten, Indonesië. Mayak telt 2244 inwoners (volkstelling 2010).